# Kuala Lumpur
Kuala Lumpur Malajzia fővárosa és egyben legnépesebb városa is. Itt található az ország kereskedelmi és gazdasági központja. A város egyike a három maláj szövetségi területnek.
Egyik legfőbb turisztikai látványossága a Petronas-ikertorony.

## Történelem

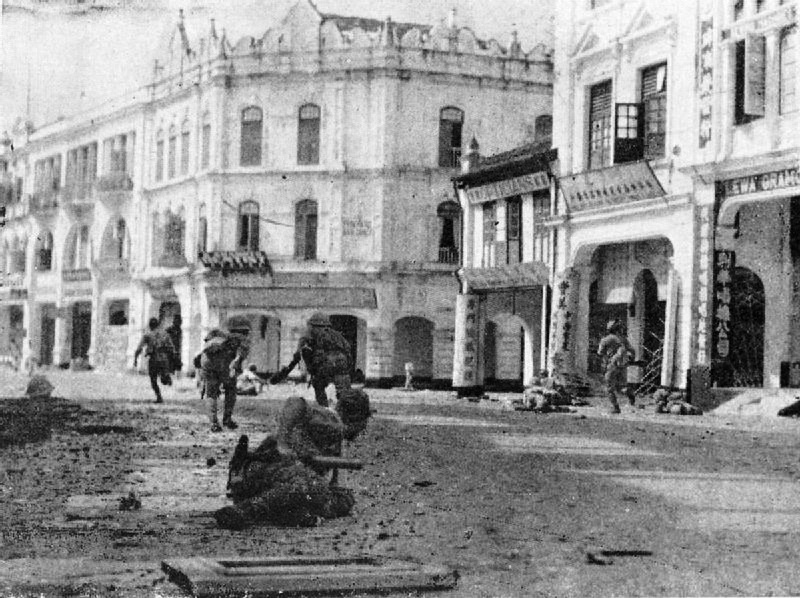
Kuala Lumpur utcái a II. világháború alatt

A város története az 1850-es években kezdődött, amikor Klang maláj főnök ónbányákat nyitott a területen. A várost ezután árvizek, tüzek, járványok és a Selangor polgárháború sújtotta. Végül 1880-ban Selangor állam adminisztrációját Kuala Lumpurba telepítették át Klangból. 1881-ben egy tűzvész elpusztította a város faházait. Frank Swettenham, Selangor brit kormányzója úgy rendelkezett, hogy a házakat téglából építsék újjá.
1896-ban Kuala Lumpurt az újonnan alapított Maláj Államszövetség fővárosává választották. A város különböző etnikumai Kuala Lumpur különböző negyedeiben telepedtek le. A kínaiak a Market Square kereskedelmi központtól délre és keletre, a malájok északon a Java Street körül. A brit adminisztráció központja a folyótól nyugatra, Padangban volt. Kuala Lumpur a két világháborúban a gumi- és ónkivitel központja volt.
1957-től a független Maláj Államszövetség fővárosa. 1972-ben a várost szövetségi területté nyilvánították.

## Földrajz
Kuala Lumpur 35 km-re fekszik a tengertől. Két kis folyó folyik át rajta: a Gombak és Klang.

### Éghajlat
Éghajlata trópusi, magas páratartalommal és meleggel az év minden napján. Az esőzések intenzívebbek novembertől januárig, illetve április-május tájékán. Jellemzőek a helyi esők. Az éghajlat egyik jellemzője a magas páratartalom. Az átlagos hőmérséklet 30 °C, de a 20 °C már hidegnek számít.
| Hónap                                                                         | Jan. | Feb. | Már. | Ápr. | Máj. | Jún. | Júl. | Aug. | Szep. | Okt. | Nov. | Dec. | Év   |
| ----------------------------------------------------------------------------- | ---- | ---- | ---- | ---- | ---- | ---- | ---- | ---- | ----- | ---- | ---- | ---- | ---- |
| Rekord max. hőmérséklet (°C)                                                  | 36,0 | 37,0 | 37,0 | 36,0 | 36,0 | 36,0 | 36,0 | 36,0 | 35,0  | 35,0 | 35,0 | 35,0 | 37,0 |
| Átlagos max. hőmérséklet (°C)                                                 | 32,1 | 32,9 | 33,2 | 33,1 | 32,9 | 32,7 | 32,3 | 32,1 | 32,1  | 32,1 | 31,6 | 31,5 | 32,4 |
| Átlagos min. hőmérséklet (°C)                                                 | 22,5 | 22,8 | 23,2 | 23,7 | 23,9 | 23,6 | 23,2 | 23,1 | 23,2  | 23,2 | 23,2 | 22,9 | 23,2 |
| Rekord min. hőmérséklet (°C)                                                  | 18,0 | 20,0 | 20,0 | 21,0 | 21,0 | 20,0 | 19,0 | 20,0 | 20,0  | 21,0 | 21,0 | 19,0 | 18,0 |
| Átl. csapadékmennyiség (mm)                                                   | 169  | 165  | 240  | 259  | 204  | 125  | 127  | 155  | 192   | 253  | 267  | 245  | 2401 |
| Havi napsütéses órák száma                                                    | 186  | 194  | 207  | 198  | 207  | 195  | 201  | 189  | 165   | 170  | 153  | 161  | 2226 |
| Forrás: World Meteorological Organization, Hong Kong Observatory, BBC Weather |      |      |      |      |      |      |      |      |       |      |      |      |      |

Kuala Lumpur centrumát évente többször elöntötte a hirtelen megáradó Klang folyó. Ilyenkor a közlekedés leállt a centrumban, kocsik rekedtek bent az elöntött mélygarázsokban. Szorosan beépült a belvárosi folyópart, lehetetlenné téve a meder szélesítését. Korábbi tanulmányok javasolták, hogy az árvizek megakadályozására csapolják meg az árvizet egy nagy, 11,83 m belső átmérőjű, 9 km hosszú alagúttal a belvárosi szakasz fölött. Ez lett a „Többcélú, autópálya- és árvízelvezető alagút”

## Gazdaság
- Elektronika
- Szabadkereskedelmi övezet
- Biotechnológia
- Automatizálás

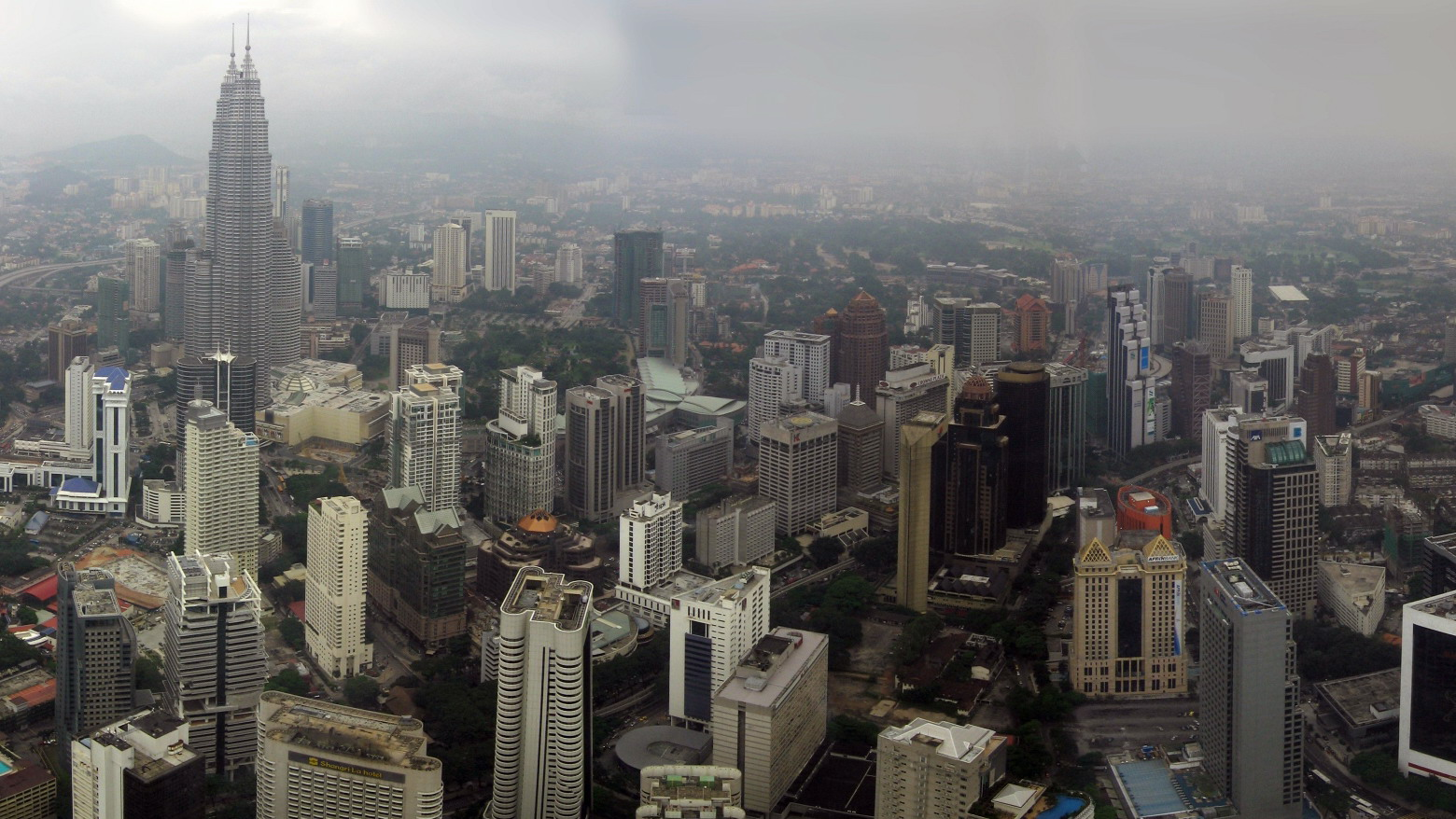
A város toronyházai a magasból

- Élelmiszer-feldolgozás és vegyipar
- Bank- és pénzügyek
- Idegenforgalom

## Látnivalók

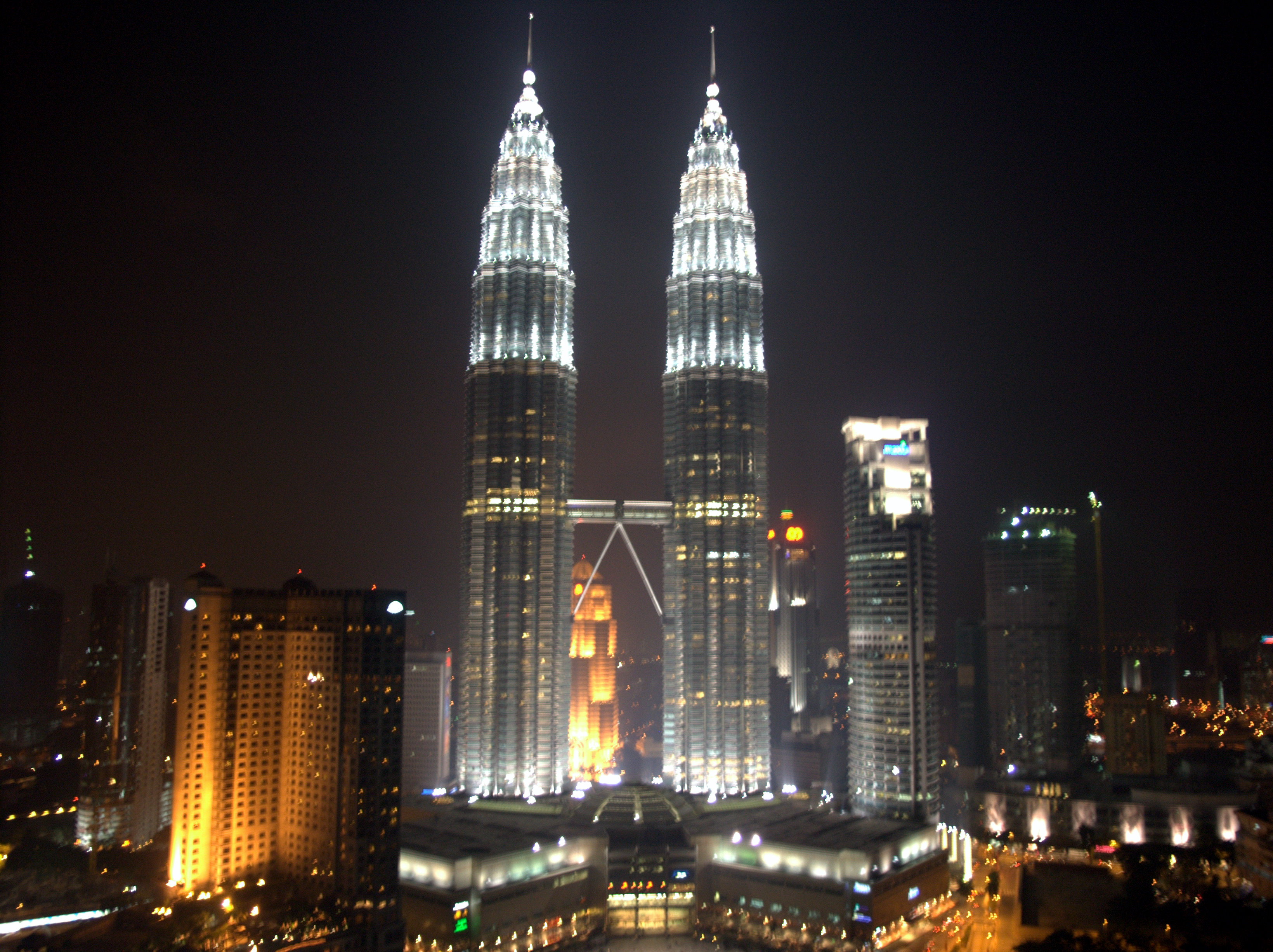
A Petronas-ikertorony

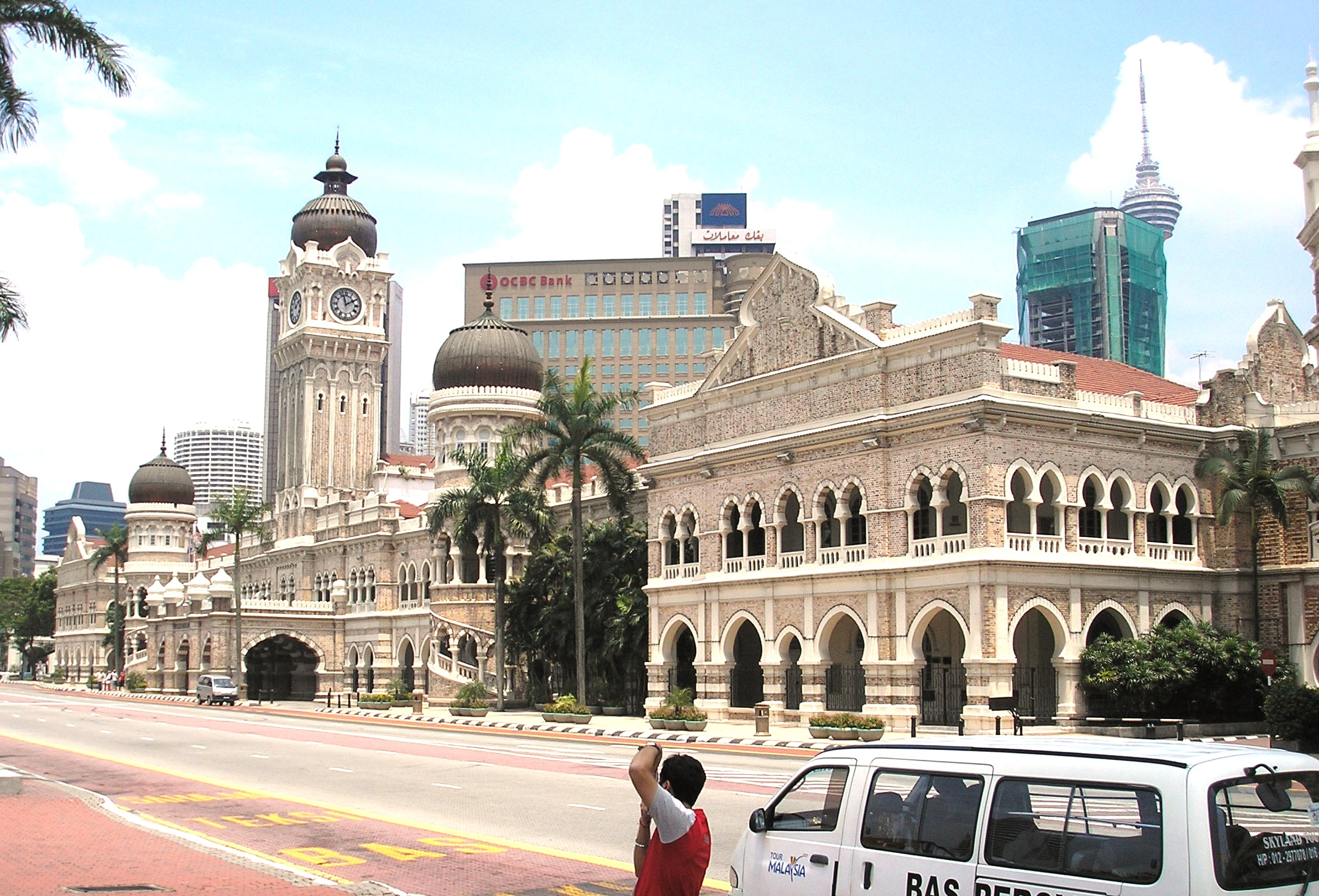
Sultan Abdul Samad

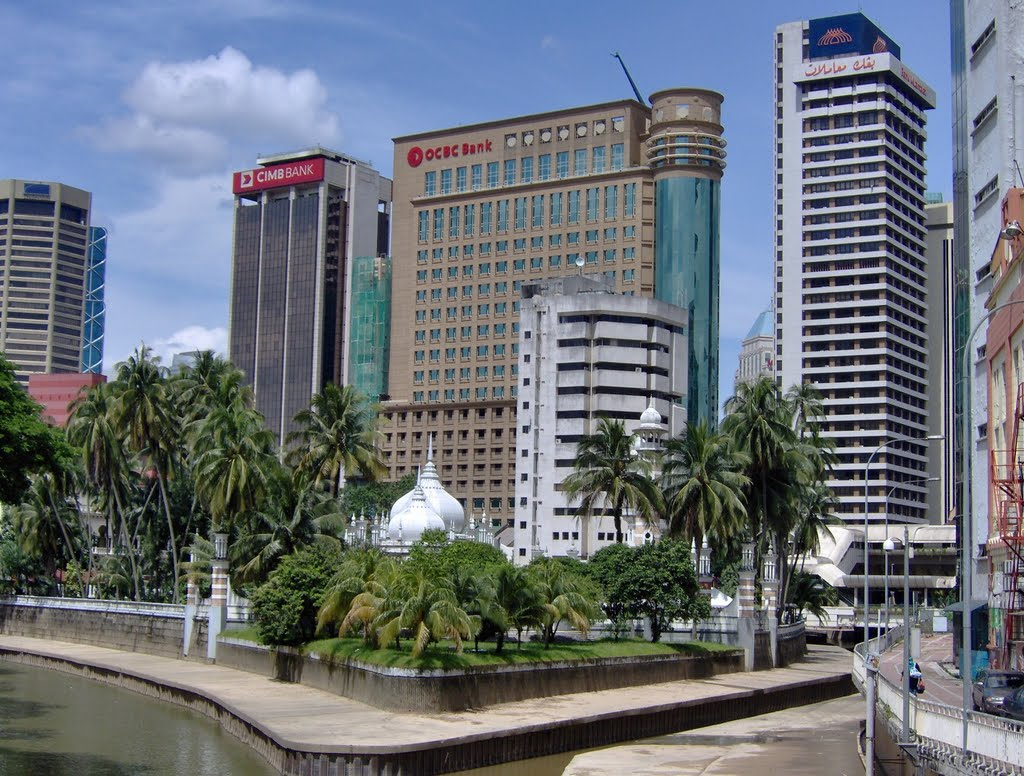
A belváros egy része, a pálmafák között a Jamek (Dzsamek) - mecsettel

- A Petronas-ikertorony, amely Malajzia legmagasabb épülete
- Menara Kuala Lumpur: az egyik legmagasabb tv-torony Ázsiában (421 m) - fentről kilátás a városra
- Dataran Merdeka vagy angolul Merdeka Square: a függetlenség tere
- Sultan Abdul Samad Building
- Istana Negara, a malajziai király rezidenciája
- Lake Gardens: 92 hektáros park
- Kuala Lumpur-i Madárpark
- Stadium Merdeka: sportstadion
- Batu Caves: a város szélén hindu szent hely
- Nemzeti Mecset (Masjid Negara)

### Múzeumok
- Maláj Nemzeti Múzeum (Muzium Negara)
- Iszlám Művészeti Múzeum (Islamic Arts Museum)
- Textilmúzeum (Kuala Lumpur Textile Museum)
- Ázsiai művészetek múzeuma (Museum of Asian Arts)

## Közlekedés

### Szárazföldi
A városnak fejlett úthálózata van, amin azonban sok a torlódás. Ez az úthálózat a várost az ország többi részével kapcsolja össze. Egy nemrég befejezett alagút, a Smart Tunnel segítségével az autósok elkerülhetik a felszíni torlódásokat.

### Légi
A város nemzetközi repülőtere a Kuala Lumpur nemzetközi repülőtér, mely Sepangban található. A repülőtérhez Kuala Lumpurból autópályán vagy gyorsvasúton lehet eljutni.

## Oktatás
A városban két fontos egyetem található:
- Kuala Lumpur Egyetem
- Malaya Egyetem